# Mylossoma
Mylossoma is een geslacht van straalvinnige vissen uit de familie van de echte piranha's (Serrasalmidae).

## Soorten
- Mylossoma acanthogaster (Valenciennes in Cuvier & Valenciennes, 1850)
- Mylossoma aureum (Spix & Agassiz, 1829)
- Mylossoma duriventris (Cuvier, 1818)